# 대구 서구청장 선거
대구 서구청장 선거는 대구광역시 서구의 구청장을 선출하는 선거이다.

## 역대 민선 서구청장
| 선거   | 정당 | 정당       | 구청장 |
| ------ | ---- | ---------- | ------ |
| 1995년 |      | 민주자유당 | 이의상 |
| 1998년 |      | 한나라당   | 이의상 |
| 2002년 |      | 한나라당   | 윤진   |
| 2006년 |      | 한나라당   | 윤진   |
| 2008년 |      | 무소속     | 서중현 |
| 2010년 |      | 무소속     | 서중현 |
| 2011년 |      | 한나라당   | 강성호 |
| 2014년 |      | 새누리당   | 류한국 |
| 2018년 |      | 자유한국당 | 류한국 |
| 2022년 |      | 국민의힘   | 류한국 |

## 역대 선거 결과

### 제1회 전국동시지방선거
|  | 34.14% |

|  | 29.46% |

|  | 21.17% |

|  | 15.21% |

### 제2회 전국동시지방선거
|  | 73.14% |

|  | 26.85% |

### 제3회 전국동시지방선거
|  | 43.13% |

|  | 38.64% |

|  | 18.22% |

### 제4회 전국동시지방선거
|  | 56.92% |

|  | 43.07% |

### 2008년 대한민국 재보궐선거
윤진 구청장의 구청장직 상실로 인해 치러진 2008년 대한민국 재보궐선거에서 무소속 서중현 후보가 당선되었다.

### 제5회 전국동시지방선거
|  | 62.30% |

|  | 37.69% |

### 2011년 대한민국 재보궐선거
|  | 55.01% |

|  | 44.98% |

### 제6회 전국동시지방선거
|  | 51.21% |

|  | 22.86% |

|  | 22.57% |

|  | 3.34% |

### 제7회 전국동시지방선거
|  | 50.06% |

|  | 28.28% |

|  | 21.65% |

### 제8회 전국동시지방선거
|  | 67.86% |

|  | 32.13% |